# Thorsteinn Eriksson
Thorstein Eriksson (nórdico antiguo: Þōrsteinn Eirīksson) (970-1004) fue el hijo mayor del explorador vikingo Erik el Rojo. Thorstein Eiriksson jugó su papel como explorador en muchos viajes por Escandinavia.
El viaje de Leif Eriksson se discutió mucho en Brattahlíð y Thorvald Eriksson, hermano de Leif, pensaba que Vinland no había sido suficientemente explorada. Leif ofreció su propio barco para un nuevo viaje y su hermano acepta. Con una tripulación de treinta hombres, Thorvaldr llegó a Vinland donde Leif previamente había establecido un campamento; permanecieron todo el invierno viviendo de la pesca. 
Hacia la primavera, Thorvaldr explora el oeste, no encontraron signos de que la región estuviera habitada a excepción de restos de maíz esparcido; regresaron al campamento para el siguiente invierno.
En verano Thorvaldr explora el este y norte de su campamento. En un punto los exploradores desembarcaron en una zona forestal que parecía placentera y tuvieron un contacto violento con los nativos. Los vikingos llamaban a los nativos Inuit, skrælings  (nórdico antiguo groenlandés: Skrælingar), que regresaron en gran número y atacaron al contingente de Thorvaldr. Durante este ataque Thorvaldr recibe una herida mortal y acaba siendo enterrado en Vinland. Su tripulación regresó a Groenlandia.
Thorsteinn decidió entonces viajar a Vinland para recuperar el cuerpo de su hermano. Preparó el mismo barco y navegó con una tripulación de 25 hombres y su esposa Guthrith. Pero la expedición nunca llegó a Vinland y tras pasar la temporada estival regresaron a la costa de Groenlandia. Ese invierno, Thorsteinn enferma y muere.

## Saga de Egil Skallagrímson
En los anales islandeses aparece otro Þorsteinn Eiríksson (n. 928), bóndi de Borgarfjarður en Islandia, hijo de Eiríkur alspakur (896 - 936). Ambos son personajes de la saga de Egil Skallagrímson.